# Rigshospitalet
Rigshospitalet est l'un des principaux hôpitaux du Danemark et l'hôpital le plus spécialisé de Copenhague. Il a pour voisin le Panum Instituttet (da), faculté des sciences de la médecine de l'Université de Copenhague. En tant que centre hospitalier universitaire, il fait partie du réseau de la Copenhagen University Hospital.

## Histoire
L'hôpital a été fondé le 30 mars 1757 sous le nom de Kongelig Frederiks Hospital, nommé en référence au roi Frédéric V de Danemark et situé dans le centre de Copenhague. Depuis 1903, l'État danois devient propriétaire de l'établissement, tandis que les autres structures hospitalières appartiennent aux régions. En 1910, l'hôpital prend le nom de Rigshospitalet et déménage à son emplacement actuel ; l'ancien bâtiment accueille depuis lors le Designmuseum Danmark. Les bâtiments actuels ont été construits dans les années 1960.

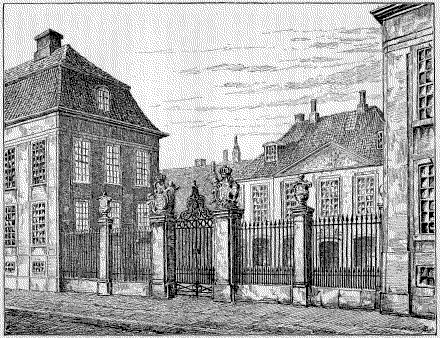
Frederiks Hospital, illustration non datée.
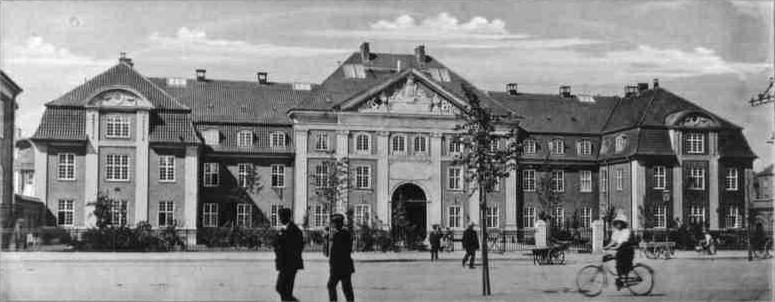
Le Rigshospitalet en 1910.

## Capacités d'accueil et services
En 2012, le Rigshospitalet possédait environ 1 200 lits et employait 8 300 personnes à temps plein.

## Dans la culture
Le Rigshospitalet est le lieu central de L'Hôpital et ses fantômes (Riget), une mini-série danoise en huit épisodes, créée par Lars von Trier et diffusée entre le 24 novembre 1994 et le 31 octobre 1997 sur le réseau DR1.